# Sasia
Sasia – rodzaj ptaków z podrodziny kusodzięciolników (Sasiinae) w obrębie rodziny dzięciołowatych (Picidae).

## Zasięg występowania
Rodzaj obejmuje gatunki występujące w południowej i południowo-wschodniej Azji.

## Morfologia
Długość ciała 8–10 cm; masa ciała 7,2–12 g.

## Systematyka

### Etymologia
- Sasia: nepalska nazwa Sasya dla kusodzięciolnika białobrewego[8].
- Microcolaptes: gr. μικρος mikros „mały”; κολαπτης kolaptēs „dłuto” (tj. dzięcioł), od κολαπτω kolaptō „dziobać”[9]. Gatunek typowy: Picumnus abnormis Temminck, 1825.
- Comeris: gr. κομη komē „włos”; ῥις rhis, ῥινος rhinos „nozdrza”[10]. Nowa, klasyczna nazwa dla Sasia Hodgson, 1837.
- Dryaltes: gr. δρυς drus „drzewo”; αλλομαι allomai „skakać”[11]. Gatunek typowy: Picumnus abnormis Temminck, 1825.
- Picumnoides: rodzaj Picumnus Temminck, 1825 (dzięciolnik); gr. -οιδης -oidēs „przypominający”[12]. Gatunek typowy: Sasia ochracea Hodgson, 1837.

### Podział systematyczny
Do rodzaju należą następujące gatunki:
- Sasia abnormis (Temminck, 1825) – kusodzięciolnik rdzawolicy
- Sasia ochracea Hodgson, 1837 – kusodzięciolnik białobrewy